# NGC 7013
NGC 7013 هي مجرة حلزونية قريبة نسبيا أو محدبة يقدر بعدها بنحو 37 إلى 41.4 مليون سنة ضوئية من الأرض وتقع في كوكبة الدجاجة. يبلغ قطرها حوالي 50,000 سنة ضوئية. تم اكتشافه من قبل عالم الفلك الإنجليزي ويليام هيرشل في 17 يوليو 1784، كما لاحظه ابنه الفلكي جون هيرشل في 15 سبتمبر 1828.

## الخصائص
NGC 7013 يميل 90 درجة إلى خط رؤية الأرض تصنف إما كمجرة دوامة أو كمجرة عدسية. ويعتبر أيضا جزءا من فئة من نوى المجرة التي يتم تعريفها من خلال انبعاثات خط الطيف، وتسمى مجرات المنطقة منخفضة الانبعاثات النووية.

## معرض الصور

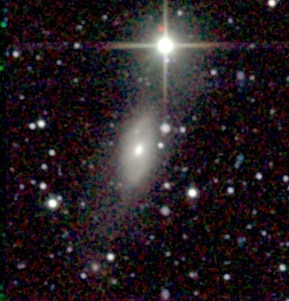
صورة NGC 7013